# Thamoed
De Thamoed (Arabisch: ثمود) was een Arabisch volk dat een aantal keer in de koran wordt genoemd. Zij bedreven afgoderij en wilden niet luisteren naar de waarschuwingen van de islamitische profeet Salih die opriep tot het monotheïsme.
Er zijn aanwijzingen dat dit volk afkomstig kan zijn uit Zuid-Arabië, maar een groot deel van hen trok naar het noorden en vestigde zich op de hellingen van de berg Aslab nabij Madain Saleh.
De Thamoed, die tussen Hidjaz en Damascus zouden hebben gewoond, stonden ook bekend als de Ashab al-Hijr wat 'het volk van de steen' betekent. 